# Le Chat potté
Cet article possède un paronyme, voir Le Chat chapeauté.
Le Chat Potté, ou simplement Potté est un personnage d'animation apparaissant dans les films : Shrek 2, Shrek le troisième, Shrek 4 : Il était une fin (dans cet opus, il devient le Chat Potelé) et deux spin-offs consacrés à son personnage, Le Chat potté, et Le Chat potté 2 : La Dernière Quête.

## Son nom
Son nom marque une nette filiation avec le Chat botté de Charles Perrault mais auquel on aurait rajouté un "p" à la place du "b". Dans la version originale du film, il garde son nom de Puss in Boots, comme dans la version anglaise du conte.
Le jeu de mots en français est un clin d'œil à son grand chapeau. Lors de sa première rencontre avec Shrek et L'Âne, le chat leur fait savoir son nom en signant un P sur un arbre, détail qui a contraint, dans la version française, à lui trouver un nom commençant par la lettre P. Ce nom en français semble venir de son accent espagnol ce qui ajoute de la crédibilité à cette orthographe singulière. 

## Son rôle
Dans le conte de Perrault, le Chat Botté affronte un ogre, qu'il manipule au point de le convaincre de se changer en souris afin de le manger.
Dans Shrek 2, le Chat Potté est ainsi tout naturellement l'ennemi de Shrek, qui est l'ogre de l'histoire. Il est initialement recruté par le roi Harold pour assassiner Shrek. Mais plutôt que de le mettre au défi de se transformer en souris comme dans le conte (Shrek n'a pas le pouvoir de se métamorphoser), Potté tente de l'attaquer. Malgré la sauvagerie avec laquelle Potté lutte, Shrek finit par avoir le dessus et pense un moment à le punir sévèrement. Il lui laisse finalement la vie sauve ; Potté lui devient alors redevable, estimant avoir une dette envers lui. Il la lui rembourse plus tard dans le film en affrontant à lui seul toute une escouade de gardes venue intercepter Shrek.
Dans Shrek le troisième, Potté est devenu l'ami de Shrek, aux côtés de L'Âne, avec lequel il permute accidentellement de corps sur une erreur de Merlin l'enchanteur, qui finit par rendre à chacun son apparence en fin de film, à un détail près : leur queue. Heureusement, la fin de film montrant shrek et Fiona démarrant leur nouvelle vie en tant que parents montre que Potté a retrouvé sa queue.
Dans Shrek 4, il reste l'ami de Shrek, jusqu'à ce que ce dernier décide de signer un contrat avec le nain Tracassin pour vivre une journée en ogre craint de la population, lassé par la monotonie de sa vie de famille. L'histoire bascule alors dans un monde parallèle où personne ne reconnaît Shrek, pas même L'Âne, Fiona ou Potté. Ce dernier a d'ailleurs considérablement pris du poids, du fait qu'il est devenu l'animal de compagnie de Fiona et qu'elle le dorlote avec du lait et des biscuits à volonté.
Dans son propre film, il est à la recherche de l'oie aux œufs d'or en compagnie de son ancien ami (maintenant son ennemi) Humpty Dumpty et de la chatte de ses rêves, Kitty Pattes de velours. Mais depuis son enfance, il est considéré comme un hors-la-loi et est poursuivi par le commandant. Finalement, il comprend que tout n'était que le complot de l'œuf. Mais Kitty se rend compte à quel point Potté était bon et l'aide à s'échapper de l'autorité. Puis, il réussit à sauver le village de la maman oie.
Dans Le Chat potté 2 : La Dernière Quête, Potté apprend qu'il a perdu huit de ses neuf vies et qu'il ne lui en reste plus qu'une à vivre. Un combat face à un loup encapuchonné le force à fuir et prendre sa retraite. Il apprend cependant l'existence de l'Étoile à vœu et décide de la trouver afin de récupérer ses vies perdues, et se retrouve à faire équipe avec un chien qu'il surnomme "Perrito" et Kitty Pattes de velours, qui lui en veut de l'avoir abandonnée. Le groupe se retrouvera à affronter Boucles d'Or et les Trois Ours ainsi que "Big" Jack Horner, qui convoitent également l'Étoile à vœu.

## Son caractère
Individualiste et charmeur, le Chat Potté est un Don Juan, comme le suggère une scène de Shrek le troisième, attirant ses congénères du beau sexe, leur promettant l'amour éternel mais prenant la fuite dès qu'elles semblent vouloir s'attacher à lui. Il n'aime pas la compagnie encombrante et tumultueuse des enfants de l'Âne lorsque ceux-ci se jettent sur lui, alors qu'ils le prennent pour leur père. On le surnomme également Chasanova dans son propre film.
Pour se défendre, il aime jouer de sa nature attendrissante : il ôte alors son chapeau, le tient sous le menton avec ses pattes avant et dilate ses pupilles au maximum, et implore du regard, faisant fondre ses rivaux. Lorsque ces derniers finissent par céder par pitié, il redevient immédiatement sauvage. La technique a cependant ses limites, et échoue à deux reprises dans Shrek le troisième. Il essaie d'abord d'attendrir Shrek de derrière la fenêtre de sa chambre, mais l'ogre se contente de lui tirer le rideau sous le nez. Il essaie à nouveau plus tard alors qu'il est dans la peau de l'Âne, mais cela dégoûte tellement ses ennemis que ceux-ci veulent le tuer sur-le-champ.
Arrogant et baratineur, il est aussi astucieux et prévoyant, disposant toujours d'une botte secrète, comme un couteau caché lui servant à s'évader lorsqu'il est retenu prisonnier dans un filet, ou une bourse remplie d'argent lorsqu'il faut faire parler Pinocchio.

## Ses capacités
En dépit de sa petite taille, Potté se révèle excellent au combat, capable de tenir tête à plusieurs adversaires en même temps. Doué à l'épée, il donne l'impression de danser autour de ses ennemis qui ne peuvent rien contre lui. 
Potté est aussi très bon danseur, comme le montre son propre film. Il a un don spécial pour séduire n'importe quelle chatte.

## Analyse
Le scénario de Shrek prend un malin plaisir à écorner les conventions des contes folkloriques. Les rôles sont redistribués et le personnage du Chat Potté est ainsi en décalage avec celui du personnage d'origine : 
- l'ogre de Perrault est un personnage auxiliaire. Dans Shrek, il devient le personnage central du film ;
- le rôle de l'animal altruiste, tenu par le Chat botté, est campé par l'Âne dans Shrek et Shrek 2 ;
- quant au Chat Potté, il n'est pas le héros mais l'antagoniste et finit par échouer dans son entreprise dans Shrek 2.

## Doublage

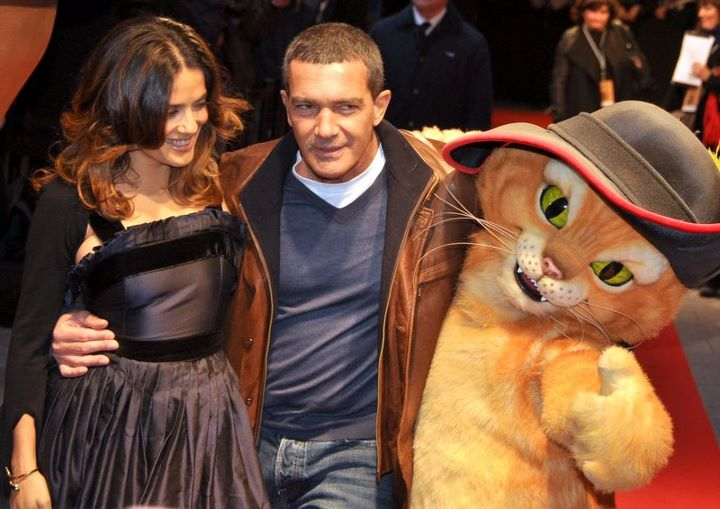
Salma Hayek et Antonio Banderas à l'avant-première parisienne du film Le Chat potté.

C'est l'acteur espagnol Antonio Banderas qui prête sa voix au personnage dans les versions anglaise, espagnole et italienne des films. Le choix de cet acteur dans la version originale s'explique par son accent espagnol et son rôle tenu dans Le Masque de Zorro et La Légende de Zorro. Le personnage du Chat Potté renvoie largement à Zorro en raison de ses vêtements noirs (bien que le chapeau de Zorro n'ait pas de bord large ni de plume ; le chapeau de Potté ressemble donc plus à celui d'un mousquetaire), de sa grande habileté à l'épée et de sa signature employant la première lettre de son nom.
Dans la version française, c'est l'acteur Boris Rehlinger (connu pour doubler depuis des années Colin Farrell et Jason Statham) qui prête sa voix au personnage, en lui donnant également un accent espagnol pour correspondre à la version originale.

## Spin-off
Potté est le personnage central du film d'animation du même nom et son 2e opus "La dernière quête" , dérivés de Shrek et produits par DreamWorks. Le 1er film est sorti en 2011, le 2e en 2022. Il est également le personnage du court métrage dérivé : Les trois Diablos. Il a aussi une série : "Les aventures du chat potté".